# 双花石斛
双花石斛（学名：Dendrobium furcatopedicellatum）为兰科石斛属下的一个种。

## 扩展阅读
- 維基物種上的相關：双花石斛